# Secteur Ä
Le Secteur Ä (contraction de secte Abdulaï, qui fait référence à un personnage du film Double Détente et est le surnom de la cité Valéry, un quartier de Sarcelles) est un collectif hip-hop français créé par les membres du Ministère A.M.E.R. et dont le leader et patron était Kenzy. La plupart des artistes présents à la base venaient du Val-d'Oise (Garges-lès-Gonesse, Sarcelles ou Villiers-le-Bel). Le collectif a vendu plus de 6 millions d'albums entre 1996 et 2001.
À partir de 1999 et 2000, de nombreux artistes quittent le collectif. En perte de vitesse, la société d'édition Secteur Ä est placée en liquidation judiciaire le 9 septembre 2005.
En 2018, le Secteur Ä fait son retour médiatique pour une tournée événement qui se déroulera dans toute la France réunissant le collectif du début au complet : Ärsenik, Doc Gynéco, Stomy Bugsy, Passi, Neg' Marrons, Pit Baccardi, MC Janik et Singuila, soit 20 ans après leur concert à l'Olympia en 1998.

## Biographie
En ont fait partie : Passi, Stomy Bugsy, Doc Gynéco, Ärsenik (Lino & Calbo), Neg' Marrons (Jacky, Ben J, Djamatik), Hamed Daye, MC Janik et La Clinique. Autour de l'année 1995 ou 1998, les artistes du Secteur Ä ont vendu beaucoup de disques. Les 22 et 23 mai de cette année 1998 ont été données deux soirées avec les membres de ce collectif, réunis au grand complet pour l'occasion en donnant deux concerts à l'Olympia, en l'honneur du 150e anniversaire de l'abolition de l'esclavage. La même année, paraît le premier album du Secteur Ä, "Live à l'Olympia", il s'agit de l'enregistrement du concert. Cet album live a été certifié double disque d'or.
En 1999, Pit Baccardi, rappeur du 19e arrondissement parisien, les a rejoints. Puis après le départ des chanteurs les plus connus (Passi, Stomy Bugsy, Doc Gynéco), les artistes restants se sont soudés en un nouveau groupe, Noyau Dur (Pit Baccardi, Jacky & Ben-J, Ärsenik). Enfin, d'autres sont arrivés comme Futuristiq (Qrono & Nubi), Fdy Phenomen, Opee, Quartier Latin Académia ou encore Singuila, chanteur de RnB.
La société d'édition du Secteur Ä n'existe plus. Elle a été placée en liquidation judiciaire le 9 septembre 2005. À la suite de la sortie de son album Révolution, en 2007, Passi annonce[réf. nécessaire] un possible retour du Secteur Ä en réunissant les membres du groupe sur le morceau Pas 2 limite.
En 2017, le Secteur Ä annonce sur les réseaux sociaux que le collectif se reforme au complet pour une tournée événement dans toute la France, d'avril à mai 2018, fêtant le vingtième anniversaire de leurs concerts à l'Olympia en 1998, sous la direction et l'organisation de Mazava Corp, qui était à l'initiative de la tournée L'âge d'or du rap français en 2017.